# Chirurdzy (seria 17)
Siedemnasty sezon amerykańskiego serialu medycznego Grey’s Anatomy: Chirurdzy został zamówiony 10 maja 2019 roku przez stację ABC. Dwuodcinkowa premiera w Stanach Zjednoczonych, zgodnie z planem, odbyła się 12 listopada 2020. Sezon wyprodukowany przez ABC Signature we współpracy z Shondaland oraz Entertainment One Television.

## Główna obsada
- Ellen Pompeo jako dr Meredith Grey
- Chandra Wilson jako dr Miranda Bailey
- James Pickens Jr. jako dr Richard Webber
- Kevin McKidd jako dr Owen Hunt
- Jesse Williams jako dr Jackson Avery
- Caterina Scorsone jako dr Amelia Shepherd
- Camilla Luddington jako dr Jo Wilson
- Kelly McCreary jako dr Maggie Pierce
- Giacomo Gianniotti jako dr Andrew DeLuca
- Kim Raver jako dr Teddy Altman
- Greg Germann jako dr Tom Koracick
- Jake Borelli jako dr Levi Schmitt
- Chris Carmack jako dr Atticus „Link” Lincoln
- Richard Flood jako dr Cormac Hayes
- Anthony Hill jako dr Winston Ndugu

## Drugoplanowe postacie
- Debbie Allen jako dr Catherine Fox
- Jason George jako dr Ben Warren
- Stefania Spampinato jako dr Carina DeLuca
- Alex Landi jako dr Nico Kim
- Jaicy Elliot jako dr Taryn Helm
- Mackenzie Marsh jako Val Ashton
- Nikhil Shukla jako dr Reza Khan
- Lisa Vidal jako dr Alma Ortiz
- Melissa DuPrey jako dr Sara Ortiz
- Robert I. Mesa jako dr James Chee
- Zaivier Sinnett jako dr Zander Perez
- Patrick Dempsey jako dr Derek Shepherd

## Gościnne występy
- Barrett Doss jako Victoria „Vic” Hughes
- Jay Hayden jako Travis Montgomery
- Grey Damon jako porucznik Jack Gibson
- Danielle Savre jako kapitan Maya Bishop
- Okieriete Onaodowan jako Dean Miller
- T.J. Thyne jako Aaron Morris
- Dorien Wilson jako Clifford Ndugu
- Hilda Boulware jako Antoinette Ndugu
- Sherri Saum jako Allison Robin Brown
- Frankie Faison jako William Bailey
- Bianca Ferguson jako Elena Bailey
- Granville Ames jako Eric Lincoln
- Bess Armstrong jako Maureen Lincoln
- Phylicia Rashad jako Nell Timms
- Eric Roberts jako dr Robert Avery
- Kyle Harris jako dr Mason Post
- Debra Mooney jako Evelyn Hunt

### Specjalny występ gościnny
- T.R. Knight jako dr George O’Malley
- Chyler Leigh jako dr Lexie Grey
- Eric Dane jako dr Mark Sloan
- Sarah Drew jako dr April Kepner

## Odcinki
| Nr ogółem | Nr w sezonie | Tytuł                              | Polski tytuł                 | Reżyseria           | Scenariusz                       | Premiera (ABC)    | Premiera w Polsce (Fox) | Kod    |
| --- | ------------ | ---------------------------------- | ---------------------------- | ------------------- | -------------------------------- | ----------------- | ----------------------- | ------ |
| 364 | 1            | All Tomorrow's Parties             | Jutrzejsze imprezy           | Debbie Allen        | Andy Reaser Lynne E. Litt        | 12 listopada 2020 | 13 stycznia 2021        | #17.01 |
| Zespół ze szpitala Grey-Sloan mierzy się ze światową pandemią koronawirusa, próbując zapewnić pacjentom najlepszą opiekę. Meredith, która przewodzi na pierwszej linii frontu medycznego, staje się coraz bardziej sfrustrowana, ponieważ jej pacjenci nadal umierają, mimo jej ciężkich starań. W pełni wyzdrowiały Richard wraca do pracy, a Bailey na powitanie przedstawia mu nowe zasady bezpieczeństwa obowiązujące w szpitalu. Andrew, dzięki pomocy bliskich przechodzi przez terapię i zaczyna pracę jako specjalista. Jego pacjentka, Erin Banks, która jest ofiarą handlu dziećmi, zostaje przyjęta w złym stanie, podczas gdy dwaj różni ojcowie, których synowie są w ciężkim stanie, wdają się w bójkę, raniąc przy tym Mirandę. Odcinek jest drugą częścią trzyodcinkowego crossoveru z serialem: Jednostka 19 (część 1: sezon 4, odcinek 1). |              |                                    |                              |                     |                                  |                   |                         |        |
| 365 | 2            | The Center Won't Hold              | Środek nie wytrzyma          | Debbie Allen        | Andy Reaser Jase Miles-Perez     | 12 listopada 2020 | 13 stycznia 2021        | #17.02 |
| Jo i Jackson unikają się w pracy z powodu nieudanego spotkania na seks. Tymczasem Maggie, pomimo dzielącej ich odległości, pogłębia swój związek z Winstonem. Owen daje szansę Teddy, aby wyznała mu prawdę o jej romansie z Koracickiem, włącza nagranie z poczty głosowej, które ją pogrąża i kończy ich związek. Amelia i Link przyswajają się do rodzicielstwa swojego synka, Scouta. Przepracowana i wycieńczona Meredith mdleje na szpitalnym parkingu, gdzie w wizji sennej widzi siebie na plaży, lecz nie jest tam sama. Z daleka macha do niej zmarły Derek... Odcinek jest trzecią częścią trzyodcinkowego crossoveru z serialem: Jednostka 19 (część 1: sezon 4, odcinek 1). |              |                                    |                              |                     |                                  |                   |                         |        |
| 366 | 3            | My Happy Ending                    | Mój Happy End                | Kevin McKidd        | Meg Marinis                      | 19 listopada 2020 | 20 stycznia 2021        | #17.03 |
| Meredith trafia na oddział, gdzie zostaje pozytywnie zdiagnozowana na COVID-19. Pogorszony stan układu oddechowego i wysoka gorączka sprawiają, że ponownie traci przytomność i znowu rozmawia z Derekiem na plaży. Tom szkoli nową grupę stażystów, ale kiedy zaniedbuje swoje obowiązki, Richard go zastępuje. Teddy zostaje lekarzem prowadzącym Meredith, Maggie obawia się, że jej problemy osobiste odciągną ją od dobrego wykonywania swojej pracy. Teddy zapewnia Pierce, że tak się nie stanie i próbuje przeprosić Koracicka, który dowiaduje się, że on również jest nosicielem wirusa i zostaje wysłany na kwarantannę. Jo leczy kobietę w ciąży, której dziecko rozwija się przyczepione do jej wątroby, podczas gdy Jackson i Link przeprowadzają operację seksuologa. Bailey prosi Meredith, aby zmieniła swoje pełnomocnictwo, według którego to Alex podejmuje decyzje co do jej ewentualnego leczenia i opieki medycznej. Karev po swoim wyjeździe nie byłby w stanie zadecydować o niczym przez telefon, dlatego Grey zwraca się o pomoc do Richarda. Amelia i Maggie ubolewają nad podupadającym zdrowiu siostry i szukają wsparcia u swoich partnerów. |              |                                    |                              |                     |                                  |                   |                         |        |
| 367 | 4            | You'll Never Walk Alone            | Nigdy nie będziesz szedł sam | Allison Liddi-Brown | Julie Wong                       | 3 grudnia 2020    | 27 stycznia 2021        | #17.04 |
| Meredith w pogorszonym stanie pozostaje w głębokim śnie przez cały dzień. Ponownie znajduje się na plaży, tym razem z George’em. Wspólnie zastanawiają się nad swoim życiem, nad jego śmiercią i tym, jak George zmienił jej życie. W międzyczasie, zgodnie z sugestiami Andrew, Richard rozważa włączenie Meredith w badania przeciwciał prowadzone przez lekarza na Manhattanie. Po rozmowie z Bailey, zgadza się. Tom, choć początkowo przechodził chorobę bezobjawowo, pod koniec dnia dostaje poważnej gorączki i ukrywa się przed Teddy, gdy ta przychodzi do niego z polskim daniem, by zaoferować mu towarzystwo na dystans. Amelia i Link spierają się o różne sposoby radzenia sobie ze smutkiem i brakiem pewności. Kiedy leczony wcześniej przez Owena pacjent pochodzenia azjatycko-amerykańskiego zostaje przyjęty z pogorszonym stanem, Nico i Bailey zmuszają go do zajęcia się uprzedzeniami rasowymi w praktyce medycznej. Jo i Jackson znowu się przyjaźnią, co doprowadza ich do przyjaźni z korzyściami, a Maggie jest w niezręcznej sytuacji, gdy Winston sprzecza się z ojcem podczas rodzinnej kolacji online.                                      |              |                                    |                              |                     |                                  |                   |                         |        |
| 368 | 5            | Fight the Power                    | Walka z władzą               | Michael Watkins     | Zoanne Clack                     | 10 grudnia 2020   | 3 lutego 2021           | #17.05 |
| Kiedy w domu opieki dochodzi do fali zakażeń, Elena Bailey, która również cierpi na Alzheimera trafia do szpitala z zaawansowanym przypadkiem koronawirusa. Z wyników badań Miranda dowiaduje się, że jej matka nie przeżyje nocy. Szukając pocieszenia u Maggie i przykutej do łóżka Meredith, przygotowuje się do pożegnania. Koracick również zostaje przywieziony do Grey-Sloan, a jego stan dynamicznie się pogarsza. Amelia konsultuje neurologicznie jego przypadek, a zmartwiona Teddy nic nie może zrobić. Po odebraniu porodu, Jo rozważa zmianę specjalizacji. |              |                                    |                              |                     |                                  |                   |                         |        |
| 369 | 6            | No Time for Despair                | To nie czas na rozpaczanie   | Pete Chatmon        | Felicia Pride                    | 17 grudnia 2020   | 10 lutego 2021          | #17.06 |
| Stan Meredith poprawia się i kobieta wreszcie się budzi. Nielegalnie odwiedza ją Koracick, z którym nawiązuje więź i stara się wesprzeć, po tym jak na jego sali zmarło kilkoro pacjentów. Kiedy pobliska pacjentka potrzebuje ratunku, Meredith wykonuje resuscytację, a zaraz potem traci przytomność. Richard zamienia bufet w salę dla pacjentów covidowych. Andrew pomaga Bailey przetrwać śmierć matki. Następnie widzi kobietę, która porwała jego pacjentkę, jak opuszcza plac szpitala i namawia Carinę, aby ruszyć za nią. Teddy dzieli się z Owenem historią jej miłości z Allison i atakuje Helm, gdy sytuacja pandemiczna zaczyna ją przerastać. Maggie nie może uwierzyć, gdy w drzwiach jej pokoju hotelowego staje Winston i rzuca mu się na szyję. Meredith znów się pogarsza, więc Richard decyduje o rozpoczęciu wentylowania. Po podłączeniu do respiratora ponownie otwiera oczy na plaży... Odcinek jest drugą częścią dwuodcinkowego crossoveru z serialem: Jednostka 19 (część 1: sezon 4, odcinek 5). |              |                                    |                              |                     |                                  |                   |                         |        |
| 370 | 7            | Helplessly Hoping                  | Bezradność i nadzieja        | Nicole Rubio        | Elizabeth R. Finch               | 11 marca 2021     | 31 marca 2021           | #17.07 |
| Personel Grey-Sloan, na czele z Owenem i Teddy, desperacko próbuje uratować Andrew po tym, jak został dźgnięty nożem podczas próby konfrontacji z Opal, odpowiedzialną za handel dziećmi. Richard próbuje wrócić do operowania. Romantyczna ucieczka Winstona i Maggie zostaje przerwana przez Jacksona, podczas gdy Amelia i Link dyskutują, czy powinni powiedzieć Zoli o pogarszającym się stanie zdrowia Meredith, która spotyka na plaży Andrew. Jo i Hayes kłócą się o pozwolenie pacjentce na zobaczenie jej wcześniaka, a Schmitt zwierza się Nico ze swojego poczucia winy z powodu nieuważnej obserwacji Opal przy leczeniu Erin. Chociaż początkowo wszystko idzie z powodzeniem, później stan Andrew niweczeje i ten umiera podczas kolejnej operacji. Odcinek jest drugą częścią dwuodcinkowego crossoveru z serialem: Jednostka 19 (część 1: sezon 4, odcinek 6). |              |                                    |                              |                     |                                  |                   |                         |        |
| 371 | 8            | It's All Too Much                  | Zbyt wiele na raz            | Debbie Allen        | Adrian Wenner                    | 18 marca 2021     | 7 kwietnia 2021         | #17.08 |
| Pracownicy szpitala próbują pogodzić się ze śmiercią Andrew i w czasie uroczystości upamiętniającej, każdy lekarz składa mu hołd w pożegnalnym filmie. Carina jest załamana, a Teddy doznaje ciosu, gdy przez omamy widzi go w szpitalu. Owen stwierdza, że Altman jest psychicznie zmiażdżona i zabiera ją do domu. Bailey szaleńczo chce znaleźć sposób, w jaki Andrew mógł zostać uratowany, mimo że lekarze zrobili wszystko, co w ich mocy. Po tym, jak Richard dostrzega w jej zachowaniu mechanizm radzenia sobie ze stratą własnej matki, Miranda postanawia wziąć urlop, by odpocząć i odpowiednio pogrążyć się w żałobie. Maggie i Winston leczą pacjenta z hafefobią, a Link sięga po alkohol, w wyniku stresu związanego z opieką nad synkiem i dziećmi Meredith. W międzyczasie, Grey nadal pozostaje wentylowana, nawet po próbie odłączenia jej od sprzętu. Meredith widzi Dereka na plaży i chce z nim zostać, ale Hayes namawia ją do walki oraz powrotu do dzieci i prawdziwego świata. |              |                                    |                              |                     |                                  |                   |                         |        |
| 372 | 9            | In My Life                         | W moim życiu                 | Kevin McKidd        | Tameson Duffy                    | 25 marca 2021     | 14 kwietnia 2021        | #17.09 |
| Załamana po śmierci Andrew, Teddy wpada w stan katatonii i jest pod opieką Owena. Amelia przychodzi przekonać go, by wybaczył Teddy niewierność i zapewnił jej pomoc psychiatryczną. Altman pozostaje uwięziona w swoich snach, w których nawiedzają ją nieudane związki. Wciąż nie do końca oswojona ze śmiercią swojej byłej kochanki, Allison, Teddy musi stawić czoła temu, co Amelia podejrzewa, że jest zespołem stresu pourazowego. Kobieta rozmawia we śnie również z Meredith, którą prosi, by nie umierała. |              |                                    |                              |                     |                                  |                   |                         |        |
| 373 | 10           | Breathe                            | Oddychaj                     | Linda Klein         | Mark Driscoll                    | 1 kwietnia 2021   | 21 kwietnia 2021        | #17.10 |
| Ponieważ w szpitalu kończą się wolne respiratory, Owen, przejmując przypadek Meredith od Teddy, waha się, czy spróbować odłączyć ją od wentylowania. Zainspirowana przez Winstona, Maggie wymyśla sposób, aby umożliwić pacjentom wspólne korzystanie z ostatniego dostępnego respiratora. Jo i Catherine łączą siły, gdy szwagierka Cormaca, żyjąca ze stwardnieniem rozsianym, zostaje przyjęta z kamicą nerkową. Amelia i Teddy spędzają dzień razem z dziećmi, ponieważ Owen nie ufa Teddy, że sama się nimi zajmie. Po pomyślnym odłączeniu Meredith od respiratora, zmienia zdanie i docenia trud, jaki włożyła w jej opiekę medyczną. Tymczasem, Meredith spędza dzień na plaży z Markiem i Lexie, którzy przekonują ją, że życie i wszystkie jego aspekty są warte tego, by żyć. Winston prosi Maggie o rękę i ta się zgadza. |              |                                    |                              |                     |                                  |                   |                         |        |
| 374 | 11           | Sorry Doesn't Always Make It Right | Przeprosiny to za mało       | Giacomo Gianniotti  | Julie Wong                       | 8 kwietnia 2021   | 28 kwietnia 2021        | #17.11 |
| Do szpitala trafia świeże małżeństwo, które bierze udział w wypadku samochodowym w dniu miesiąca miodowego. Hayes zajmuje się niemowlakiem z wadami serca i próbuje przekonać Maggie do wykonania ryzykownej operacji. Jackson pracuje z Almą Ortiz, która zwraca uwagę, że Avery rezerwuje pokoje hotelowe dla pacjentów z dodatnim wynikiem na COVID z własnych pieniędzy i opłaca mieszkania rezydentom o niskich dochodach. Meredith budzi się i mówi Richarowi, że podsłuchała Jo, rozważającą zmianę specjalizacji, a rozmowa Bailey z pacjentem skłania Owena do wybaczenia Teddy. Podczas gdy rodzice Linka zaskakują go i Amelię, zabierając dzieci na całodniową wycieczkę, para wykorzystuje pusty dom, aby omówić potencjalne małżeństwo w cieniu ciągłej walki Amelii z trzeźwością.Odcinek jest drugą częścią dwuodcinkowego crossoveru z serialem: Jednostka 19 (część 1: sezon 4, odcinek 10). |              |                                    |                              |                     |                                  |                   |                         |        |
| 375 | 12           | Sign O' the Times                  | Znak czasów                  | Michael Medico      | Jase Miles-Perez                 | 15 kwietnia 2021  | 5 maja 2021             | #17.12 |
| W Seattle trwają protesty po zabójstwie George’a Floyda, na które Richard i Cormac się udają. Hayes zostaje zaatakowany przez neonazistowskiego kontraprotestującego i zaczyna obawiać się o bezpieczeństwo swoich synów. Jackson wypytuje swoją matkę o bezpłatne testy na COVID, lecz ona unika tematu. Bailey leczy mężczyznę, który pomimo pozytywnego wyniku, odmawia leczenia, ponieważ uważa, że pandemia to oszustwo. Maggie martwi się o Winstona, który jedzie przez cały kraj ze swoimi bagażami, aby zamieszkać razem z nią w Seattle po ich zaręczynach, a Schmitt towarzyszy, nadal śpiącej, Meredith w komorze hiperbarycznej razem z Jamesem Chee i jego pacjentem. |              |                                    |                              |                     |                                  |                   |                         |        |
| 376 | 13           | Good as Hell                       | Diabelsko dobrze             | Michael Watkins     | Zoanne Clack                     | 22 kwietnia 2021  | 12 maja 2021            | #17.13 |
| Teddy, Richard i Winston wciąż szukają sposobów na wybudzenie Meredith, a Derek próbuje przekonać ją, by opuściła plażę i wróciła do swoich bliskich. Chociaż uparta Meredith niechętnie żegna się znów ze zmarłym mężem, w końcu budzi się, gdy Zola czuwa przy niej w szpitalu pod okiem pozostałych lekarzy. Tymczasem, Link denerwuje się, gdy Amelia przechwytuje sprawę jego pacjenta i zaczyna traktować ją jak swoją, a Jo chce przekonać Mirandę, by pozwoliła jej zmienić specjalizację. Owen załamuje się po stracie pacjenta, podczas gdy Schmitt i Bailey zajmują się kobietą, która rzuciła pracę w korporacji, na rzecz bardziej swobodnego stylu życia. Teddy bezskutecznie chce pogodzić się Owenem, a Nico proponuje zaskoczonemu Schmittowi, żeby się do niego wprowadził. |              |                                    |                              |                     |                                  |                   |                         |        |
| 377 | 14           | Look Up Child                      | Głowa do góry                | Debbie Allen        | Elizabeth R. Finch Felicia Pride | 6 maja 2021       | 19 maja 2021            | #17.14 |
| Pogubiony Jackson składa wizytę swojemu ojcu w Bozeman. Ich intymna rozmowa pomaga mu podjąć decyzję, co do dalszej kariery. Wieczorem, Jackson jedzie do April z propozycją wspólnej przeprowadzki z Harriet do Bostonu, aby razem poprowadzili rodzinną fundację. Chociaż April początkowo się waha, w końcu się zgadza, wyznając, że rozstali się z Matthew i jest gotowa na nowe początki. |              |                                    |                              |                     |                                  |                   |                         |        |
| 378 | 15           | Tradition                          | Tradycja                     | Kevin McKidd        | Jess Righthand                   | 20 maja 2021      | 2 czerwca 2021          | #17.15 |
| Tuż przed przeprowadzką do Bostonu Jackson informuje przyjaciół o zbliżającym się wyjeździe i składa rezygnację. Meredith w końcu przygotowuje się do wypisania ze szpitala, ale Richard i Bailey chcą najpierw przekazać jej wiadomość o śmierci Andrew. Podczas gdy Amelia stara się przygotować dom na powrót Meredith, Link domyśla się, że mogą nie wyprowadzić się stamtąd tak szybko, jak myślał. Koracick, chcąc zmienić coś w swoim życiu, postanawia wyjechać z Jacksonem do Bostonu. Jo rozpoczyna swój pierwszy dzień na oddziale Położnictwa i Ginekologii pod opieką Cariny, a Schmitt rozmawia z Helm o jej słabym zaangażowaniu na sali operacyjnej. Winston i Maggie proszą Richarda o udzielenie im ślubu, a Teddy i Owen znów zaczynają ze sobą sypiać. |              |                                    |                              |                     |                                  |                   |                         |        |
| 379 | 16           | I'm Still Standing                 | Nie upadnę                   | Michael Watkins     | Meg Marinis Andy Reaser          | 27 maja 2021      | 9 czerwca 2021          | #17.16 |
| Meredith rozpoczyna okres rekonwalescencji, a po tym, jak wyraża Bailey swoje obawy dotyczące możliwości, że już nigdy nie będzie w stanie ponownie operować, Bailey proponuje jej, aby przejęła program szkolenia stażystów, na co Meredith się zgadza. W szpitalu, podczas gdy Owen i Amelia leczą młodego pacjenta po wypadku samochodowym, Amelia wyznaje, że Link, w przeciwieństwie do niej, chce mieć więcej dzieci. Hayes i Jo nadal opiekują się Luną i chociaż Jo ma nadzieję na adopcję dziewczynki, jej podanie zostało odrzucone. Maggie, Richard i Helm próbując zdiagnozować pacjentkę, która doświadcza dziwnych objawów po przeszczepie serca, odkrywają, że kobieta udaje, ponieważ chce zostać dłużej w szpitalu. Maggie i Winston kłócą się o plany weselne, a Levi godzi się z Nico po przyjęciu przez Schmitta pierwszej dawki szczepionki przeciw COVID-19. |              |                                    |                              |                     |                                  |                   |                         |        |
| 380 | 17           | Someone Saved My Life Tonight      | Ktoś uratował mi życie       | Kevin McKidd        | Andy Reaser Meg Marinis          | 3 czerwca 2021    | 16 czerwca 2021         | #17.17 |
| Przed ślubem Maggie i Winstona lekarze z Grey-Sloan rozpamiętują wydarzenia sprzed ostatnich ośmiu miesięcy, począwszy od sierpnia 2020. Pierwszego dnia szefowania programu Meredith kłóci się z Bailey, w tym samym czasie leczy również pielęgniarkę, która cierpi na fizyczne dolegliwości po COVID-19. Podczas gdy Amelia nadal zmaga się z różnicami poglądów na temat małżeństwa i powiększania rodziny, Link przygotowuje się do oświadczyn. Zdeterminowana, by adoptować Lunę, Jo prosi Linka o zostanie tymczasowym opiekunem zastępczym dla dziewczynki, dopóki nie będzie mogła legalnie zabrać jej do domu... W nowym roku Teddy przyjmuje ponowne oświadczyny Owena, cały personel zostaje zaszczepiony, a Jo sprzedaje swoje udziały w szpitalu Koracickowi. Kilka miesięcy później, w kwietniu 2021, Maggie i Winston w końcu biorą ślub. Po ceremonii Amelia odrzuca oświadczyny Linka, Meredith i Hayes wydają się być coraz bliżej siebie, a Jo odkupuje apartament Jacksona, aby wprowadzić się do niego z Luną. Link szuka u niej noclegu po odrzuceniu przez Amelię.                                                                                  |              |                                    |                              |                     |                                  |                   |                         |        |